# Шивалая
Шивалая (бенг. শিবালয়, англ. Shivalaya) — город в центральной части Бангладеш, административный центр одноимённого подокруга. Площадь города равна 2,83 км². По данным переписи 2001 года, в городе проживало 3611 человек, из которых мужчины составляли 51,45 %, женщины — соответственно 48,55 %. Уровень грамотности населения составлял 39,5 % (при среднем по Бангладеш показателе 43,1 %). 